# Alexandre Vührer
Pour les articles homonymes, voir Wuhrer.
Alexandre Vürer, né le 11 avril 1817 à Paris et mort le 19 octobre 1886 dans sa ville natale, est un fonctionnaire, économiste, homme d'affaires et patron de presse français.

## Biographie
Né le 11 avril 1817 dans l'ancien 2e arrondissement de Paris, Thomas-Michel-Alexandre Wuhrer (nom de famille ensuite transformé en « Vührer ») est le fils d'Émelie-Marie Wuhrer et d'un père inconnu.
Employé au ministère des Finances depuis la seconde moitié des années 1830, Alexandre Vührer collabore à partir de 1850 au Journal des économistes. En février 1852, il est nommé chef du premier bureau de la direction des Palais et manufactures au ministère d’État puis chef de la division du même nom après le remaniement du ministère en septembre 1852. Par la suite, cette division du ministère de la Maison de l'empereur est appelée division des Bâtiments et de la dotation mobilière. Les services administratifs rendus par Vührer lui valent d'être nommé chevalier de la Légion d'honneur par un décret impérial du 5 août 1854.
Le 19 février 1853, Vührer a épousé Georgine-Lucienne Nolte (1828-1904), fille du marchand et écrivain allemand Vincent Nolte (d) (1779-1856) et nièce du botaniste allemand Ernst Ferdinand Nolte (1791-1875). Ils ont un fils, François-George-Hermann, dit Georges (1854-1885), et une fille, Louise-Émilie-Alexandrine (1855-1921), qui épousera en 1879 Axel d'Adelswärd (d) (1847-1887), fils de l'ancien député Oscar d'Adelsward, et donnera naissance l'année suivante à Jacques d'Adelswärd-Fersen (1880-1923).
À partir de 1858, Vührer collabore au Dictionnaire universel théorique et pratique du commerce et de la navigation dirigé par Gilbert Guillaumin. Le 2 janvier 1866, Ernest Feydeau, rédacteur en chef de L'Époque, lui confie la rédaction du bulletin quotidien de la bourse et de la revue hebdomadaire de la finance. Quelques mois plus tard, il est congédié par le nouveau propriétaire et rédacteur en chef de L'Époque, Frédérick Terme, qui prétend que ses articles, dirigés contre certrains établissements financiers, compromettaient la situation du journal. Le contrat signé entre Vührer et Feydeau comportant une clause de dédit en cas de rupture de l'engagement de trois ans, Terme est condamné à verser 8000 francs au journaliste économique. Vührer a également été chargé du bulletin financier du Moniteur universel.
Homme d'affaires, il a de nombreuses relations dans les milieux de la bourse et de la banque, notamment avec le baron de Soubeyran, sous-gouverneur du Crédit foncier.
Principal actionnaire du Paris-Journal depuis 1869, Vührer en devient l'unique propriétaire à la fin de l'année 1872. Il semble cependant que Soubeyran ait été son commanditaire lors de cette acquisition puis, en 1874, lors de celle d'un autre journal, Le Soir.
Mélomane et baryton à ses heures, Vührer rédige des articles de critique musicale dans le Paris-Journal sous le pseudonyme de « Frédérick ». À ce titre, il est le trésorier du Cercle de la littérature musicale présidé par Oscar Comettant. Il vend finalement le Paris-Journal à Maxime Desmaisons (d) le 4 juillet 1878 mais conserve la direction du Soir jusqu'en mars 1882.
Après son départ du Soir, Alexandre Vührer entreprend la rédaction d'une monumentale Histoire de la dette publique en France, dont les deux volumes sont publiés par Berger-Levrault en 1886.
Il meurt le 19 octobre 1886 à son domicile du no 38 de l'avenue Carnot. Après une cérémonie religieuse en l'église Saint-Ferdinand-des-Ternes, il est inhumé au cimetière de Montmartre le 21 octobre.